# 微糖ロリポップ
『微糖ロリポップ』（びとーロリポップ）は、池谷理香子による日本の漫画作品。
『Cookie』（集英社）にて、2006年10月号から連載されていた。単行本はりぼんマスコットコミックスクッキーより全7巻。

## あらすじ
宝くじで1億円を当てた両親が、突然「医者になる!」と宣言。両親の必死な姿を目の当たりにし、両親の夢を渋々認めた円。両親は勉強のため実家へ行くというので、円は父の知り合いの麻木家に居候することになる。
麻木家の一人息子・知世と出会い親しくなった円だが、異常に過保護な知世の母親・留美子は円を母屋に近付けさせたくないらしく、更に円のクラスメイトの小野が留美子の愛人だと知世に言われ……。

## 登場人物

### 主要人物
後藤 円（ごとう まどか）
高校2年生。突然「医者になる」宣言をした両親と離れ、麻木家の離れに居候することになる。
離れには知世の私物が隠してあるため、夜中に頻繁に訪れる知世と親しくなり、付き合うことになる。それから間もなく、母親と喧嘩した父親が当選金を持って家出し、仕送りが途絶えてしまうが後に父が帰ってきたため解決。知世に告白され付き合い始めるものの、クラスメート小野の存在も気になり、2人の間で揺れる。
麻木 知世（あさぎ ともよ）
麻木家の一人息子。中学2年生。母親が厳しく、母の前では猫を被っていた。母が漫画などの俗物が嫌いなため、離れの祖父の蔵書の裏に漫画やDVDを隠している。円に告白し、付き合うことになるが…
小野 渡（おの わたる）
高校2年生。円のクラスメイト。麻木家の近所でお琴教室を営む祖母と二人暮らしをしている。息子との同居を拒む祖母が一人暮らしをしていたところに、高校進学に伴い小野が引っ越してきた。留美子が時々お裾分けなどをしてくれており、初めて会った時に留美子に一目惚れし、月に2回祖母が留守の時に留美子と逢瀬を重ねている。が、その後別れてしまい人前で猫被るのを辞める。円にだけは話す。実は子どもがいるという噂が流れたが…？

### その他
麻木 留美子（あさぎ るみこ）
知世の母親。非常に過保護。円が離れに住まうに当たり、知世に近付かないように忠告したり、母屋の風呂を使わせないようにした。
麻木 秀夫（あさぎ ひでお）
知世の父親。貸しビル業を営む。古美術収集が趣味らしい。円の父・正典を信号無視の車に轢かれそうになったところを助けてくれた「命の恩人」だと思っているが、正典自身はただ単に酔っ払って突き飛ばしただけであった。
後藤 高子（ごとう たかこ）
円の母親。パチスロ大好き。高卒だが、一度も教科書を開かなかったことを武勇伝にしていた。
テレビの『救命医療24時』などを見る度に医者の素晴らしさに感動し、1億円当たったことをきっかけに本気で医者を目指す。学力の向上具合が正典より高く、勉強に集中したいからと実家の近くのアパートで一人暮らしをすることに。
後藤 正典（ごとう まさのり）
円の父親。高子同様、パチスロ大好き。同じ理由で医者を目指す決意をするが、高子ほど真面目に取り組んでいない様子。
クリスマスぐらいは、と高子とのデートプランを綿密に練ったが、高子が勉強を優先しようとしたことにキレ、1億円を持って、近所のスナックのリリちゃんと駆け落ちしてしまう。

## 書誌情報
池谷理香子 『微糖ロリポップ』 集英社〈りぼんマスコットコミックスクッキー〉 全7巻
1. 2007年4月18日発行、ISBN 978-4-08-856740-2
2. 2007年7月18日発行、ISBN 978-4-08-856760-0
3. 2008年1月15日発売、ISBN 978-4-08-856797-6
4. 2008年5月15日発売、ISBN 978-4-08-856815-7
5. 2008年11月14日発売、ISBN 978-4-08-856855-3
6. 2009年6月15日発売、ISBN 978-4-08-856895-9
7. 2009年10月15日発売、ISBN 978-4-08-867018-8